# Astragalus himalayanus
Astragalus himalayanus är en ärtväxtart som beskrevs av Johann Friedrich Klotzsch. Astragalus himalayanus ingår i släktet vedlar, och familjen ärtväxter. Inga underarter finns listade i Catalogue of Life.